# Fulda (flod)
Fulda er en flod i den tyske delstat Hessen. Det er en af to kildefloder til Weser (den anden er Werra). Fulda er 220,7 km lang.
Kilden er i Rhön-bjergene. Derfra løber den mod nord gennem bakkerne i Weserbergland til den møder Werra nær Hannoversch Münden.
Den passerer byerne:
- Gersfeld
- Fulda
- Bad Hersfeld
- Rotenburg
- Melsungen
- Kassel

Sidefloder fra venstre:
- Lüder
- Schlitz
- Eder

Sidefloder fra højre: 
- Haune
- Nieste
- Losse